# Język langam
Język langam, także: pondi, mwa – język papuaski używany w prowincji Sepik Wschodni w Papui-Nowej Gwinei (Keram Rural LLG, dystrykt Angoram). Biegle posługuje się nim mniej niż 300 osób.
Praktycznie wszyscy jego użytkownicy zamieszkują wieś Langam (rodzime określenie: Amonan). Według danych z 2016 r. grupa etniczna Pondi liczy nieco ponad 600 osób. W powszechnym użyciu jest tok pisin. Inne języki nie są szerzej znane. 
Jest silnie zagrożony wymarciem, gdyż preferowanym środkiem komunikacji staje się tok pisin. Doszło do zaniku przekazu międzypokoleniowego. Dodatkowo w języku młodszych użytkowników zaobserwowano silne wpływy tok pisin.
Spotykane w literaturze określenie „langam” wzięło się od nazwy wsi. Określenie „mwa” (od wyrazu oznaczającego „nie” lub „nic”) odnosi się także do języka mwakai (mongol).
Jest spokrewniony z językami mwakai i yaul (ulwa). R. Barlow (2020) określił je wspólnym mianem „języków ulmapo”. Istnieją różne propozycje dot. ich związków zewnętrznych. W. Foley (2018) włączył wszystkie trzy pod pojęcie „języków koam”, zaliczając je do grupy grass języków ramu (w ramach rodziny języków Ramu i dolnego Sepiku). W innej klasyfikacji (T. Usher, R. Barlow, także Glottolog 4.6) należą do niewielkiej rodziny keram, jako przedstawiciele gałęzi zachodniej/ulmapo.
Został opisany w postaci skrótowego opracowania gramatycznego z 2020 r. 